# فراسرخ
فراسرخ طیفی از نور مرئی بین نور قرمز و فروسرخ می‌باشد و معمولاً بین طول موجهای ۷۱۰ و ۸۵۰ نانومتر در نظر گرفته می‌شود و توسط برخی از جانداران قابل مشاهده است. این طیف به دلیل طیف جذبی کلروفیل به‌طور گسترده‌ای توسط گیاهان منعکس شده یا منتقل می‌شود و توسط فیتوکروم گیاهی قابل درک است. با این حال، برخی جانداران می‌توانند از آن به عنوان یک منبع انرژی در فتوسنتز استفاده کنند. نور فراسرخ نیز برای بعضی از جانداران خاص مانند برخی از گونه‌های ماهی‌های دریای عمیق در فرایند دیدن استفاده می‌شود.